# Giro d'Europa 1956
Il Giro d'Europa 1956, seconda ed ultima edizione della corsa, si svolse in dieci tappe, la nona suddivisa in due semitappe, dall'8 al 18 agosto 1956 su un percorso di 1740 km, con partenza da Zagabria (Jugoslavia) e arrivo a Namur (Belgio). La vittoria fu appannaggio del francese Roger Rivière, che completò il percorso in 47h56'58", alla media di 36,288 km/h, precedendo il connazionale Marcel Rohrbach e l'italiano Gianni Ferlenghi.
Sul traguardo di Namur 52 ciclisti, su 88 partiti da Zagabria, portarono a termine la competizione.

## Storia
La corsa si snodò fra vari paesi dell'Europa centrale-occidentale, quali Jugoslavia, Italia, Austria, Germania Ovest, Francia e Belgio. 
La corsa fu organizzata dai titoli della stampa che acquisì i diritti e fu aperta solo a dilettanti e indipendenti; di fatto, il pubblico perse interesse per questa manifestazione e venne pertanto soppressa, solo dopo 2 edizioni.
La nazione che vinse più tappe fu l'Italia (7), seguita dalla Francia (2) e Paesi Bassi/Romania (1).
Rispetto all'edizione precedente, la manifestazione si svolse in agosto, con giorno di riposo coincidente alla festività dell'Assunzione di Maria (Ferragosto).

## Tappe
| Tappa  | Data      | Percorso                           | km   | Vincitore di tappa    | Leader cl. generale |
| ------ | --------- | ---------------------------------- | ---- | --------------------- | ------------------- |
| 1ª     | 8 agosto  | Zagabria > Fiume                   | 180  | Roger Rivière         | Roger Rivière       |
| 2ª     | 9 agosto  | Fiume > Udine                      | 180  | Giuseppe Fallarini    | Adolf Christian     |
| 3ª     | 10 agosto | Udine > Trento                     | 220  | Giuseppe Fallarini    | Giuseppe Fallarini  |
| 4ª     | 11 agosto | Trento > Innsbruck                 | 179  | Gianni Ferlenghi      | Adolf Christian     |
| 5ª     | 12 agosto | Innsbruck > Ulma                   | 220  | Antonio Uliana        | Roger Rivière       |
| 6ª     | 13 agosto | Ulma > Stoccarda                   | 114  | Bruno Tognaccini      | Roger Rivière       |
| 7ª     | 14 agosto | Stoccarda > Strasburgo             | 156  | Piet van Est          | Roger Rivière       |
|        | 15 agosto | giorno di riposo                   |      |                       |                     |
| 8ª     | 16 agosto | Strasburgo > Nancy                 | 174  | Roberto Falaschi      | Roger Rivière       |
| 9ª-1ª  | 17 agosto | Nancy > Étain                      | 84   | Mario Gervasoni       | Roger Rivière       |
| 9ª-2ª  | 17 agosto | Étain > Longwy (cron. individuale) | 49   | Roger Rivière         | Roger Rivière       |
| 10ª    | 18 agosto | Longwy > Namur                     | 184  | Constantin Dumitrescu | Roger Rivière       |
| Totale | Totale    | Totale                             | 1740 |                       |                     |

## Dettagli delle tappe

### 1ª tappa
- 8 agosto: Zagabria > Fiume – 180 km

Risultati
| Pos. | Corridore        | Squadra | Tempo    |
| ---- | ---------------- | ------- | -------- |
| 1    | Roger Rivière    | Francia | 4h38'39" |
| 2    | Roberto Falaschi | Italia  | s.t.     |
| 3    | Marcel Rohrbach  | Francia | s.t.     |

| Pos. | Corridore     | Squadra | Tempo |
| ---- | ------------- | ------- | ----- |
| 1    | Roger Rivière | Francia | ?     |

### 2ª tappa
- 9 agosto: Fiume > Udine – 180 km

Risultati
| Pos. | Corridore          | Squadra | Tempo    |
| ---- | ------------------ | ------- | -------- |
| 1    | Giuseppe Fallarini | Italia  | 5h04'24" |
| 2    | Adolf Christian    | Austria | s.t.     |
| 3    | Gianni Ferlenghi   | Italia  | a 6"     |

| Pos. | Corridore       | Squadra | Tempo |
| ---- | --------------- | ------- | ----- |
| 1    | Adolf Christian | Austria | ?     |

### 3ª tappa
- 10 agosto: Udine > Trento – 220 km

Risultati
| Pos. | Corridore          | Squadra | Tempo    |
| ---- | ------------------ | ------- | -------- |
| 1    | Giuseppe Fallarini | Italia  | 5h49'44" |
| 2    | Joseph Wasko       | Francia | s.t.     |
| 3    | Stephan Maska      | Austria | a 7"     |

| Pos. | Corridore          | Squadra | Tempo |
| ---- | ------------------ | ------- | ----- |
| 1    | Giuseppe Fallarini | Italia  | ?     |

### 4ª tappa
- 11 agosto: Trento > Innsbruck – 179 km

Risultati
| Pos. | Corridore        | Squadra | Tempo    |
| ---- | ---------------- | ------- | -------- |
| 1    | Gianni Ferlenghi | Italia  | 4h52'51" |
| 2    | Bruno Tognaccini | Italia  | a 57"    |
| 3    | Piet van Est     | Olanda  | s.t.     |

| Pos. | Corridore       | Squadra | Tempo |
| ---- | --------------- | ------- | ----- |
| 1    | Adolf Christian | Austria | ?     |

### 5ª tappa
- 12 agosto: Innsbruck > Ulma – 220 km

Risultati
| Pos. | Corridore         | Squadra | Tempo    |
| ---- | ----------------- | ------- | -------- |
| 1    | Antonio Uliana    | Italia  | 6h10'08" |
| 2    | Roger Rivière     | Francia | s.t.     |
| 3    | Richard Durlacher | Austria | s.t.     |

| Pos. | Corridore     | Squadra | Tempo |
| ---- | ------------- | ------- | ----- |
| 1    | Roger Rivière | Francia | ?     |

### 6ª tappa
- 13 agosto: Ulma > Stoccarda – 114 km

Risultati
| Pos. | Corridore        | Squadra | Tempo    |
| ---- | ---------------- | ------- | -------- |
| 1    | Bruno Tognaccini | Italia  | 2h48'38" |
| 2    | Gianni Ferlenghi | Italia  | s.t.     |
| 3    | Jean Vermaelen   | Belgio  | s.t.     |

| Pos. | Corridore     | Squadra | Tempo |
| ---- | ------------- | ------- | ----- |
| 1    | Roger Rivière | Francia | ?     |

### 7ª tappa
- 14 agosto: Stoccarda > Strasburgo – 156 km

Risultati
| Pos. | Corridore         | Squadra | Tempo    |
| ---- | ----------------- | ------- | -------- |
| 1    | Piet van Est      | Olanda  | 4h14'28" |
| 2    | Richard Durlacher | Austria | s.t.     |
| 3    | Marcel Rohrbach   | Francia | s.t.     |

| Pos. | Corridore     | Squadra | Tempo |
| ---- | ------------- | ------- | ----- |
| 1    | Roger Rivière | Francia | ?     |

### 8ª tappa
- 16 agosto: Strasburgo > Nancy – 174 km

Risultati
| Pos. | Corridore        | Squadra | Tempo    |
| ---- | ---------------- | ------- | -------- |
| 1    | Roberto Falaschi | Italia  | 4h38'20" |
| 2    | Mario Gervasoni  | Italia  | s.t.     |
| 3    | Marcel Rohrbach  | Francia | s.t.     |

| Pos. | Corridore     | Squadra | Tempo |
| ---- | ------------- | ------- | ----- |
| 1    | Roger Rivière | Francia | ?     |

### 9ª tappa, 1ª semitappa
- 17 agosto: Nancy > Étain – 84 km

Risultati
| Pos. | Corridore       | Squadra | Tempo    |
| ---- | --------------- | ------- | -------- |
| 1    | Mario Gervasoni | Italia  | 2h06'15" |
| 2    | René Van Meenen | Belgio  | s.t.     |
| 3    | Joseph Wasko    | Francia | s.t.     |

| Pos. | Corridore     | Squadra | Tempo |
| ---- | ------------- | ------- | ----- |
| 1    | Roger Rivière | Francia | ?     |

### 9ª tappa, 2ª semitappa
- 17 agosto: Étain > Longwy – Cronometro individuale - 49 km

Risultati
| Pos. | Corridore         | Squadra | Tempo    |
| ---- | ----------------- | ------- | -------- |
| 1    | Roger Rivière     | Francia | 1h08'20" |
| 2    | Marcel Rohrbach   | Francia | a 49"    |
| 3    | Richard Durlacher | Austria | a 1'29"  |

| Pos. | Corridore     | Squadra | Tempo |
| ---- | ------------- | ------- | ----- |
| 1    | Roger Rivière | Francia | ?     |

### 10ª tappa
- 18 agosto: Longwy > Namur – 184 km

Risultati
| Pos. | Corridore         | Squadra | Tempo    |
| ---- | ----------------- | ------- | -------- |
| 1    | Const. Dumitrescu | Romania | 5h55'12" |
| 2    | Vito Favero       | Italia  | a 16"    |
| 3    | Marcel Rohrbach   | Francia | s.t.     |

| Pos. | Corridore        | Squadra | Tempo     |
| ---- | ---------------- | ------- | --------- |
| 1    | Roger Rivière    | Francia | 47h56'58" |
| 2    | Marcel Rohrbach  | Francia | a 3'31"   |
| 3    | Gianni Ferlenghi | Italia  | a 7'43"   |

## Classifiche finali

### Classifica generale
| Pos. | Corridore          | Squadra | Tempo     |
| ---- | ------------------ | ------- | --------- |
| 1    | Roger Rivière      | Francia | 47h56'58" |
| 2    | Marcel Rohrbach    | Francia | a 3'31"   |
| 3    | Gianni Ferlenghi   | Italia  | a 7'43"   |
| 4    | Adolf Christian    | Austria | a 8'10"   |
| 5    | Claude Leclercq    | Francia | a 11'17"  |
| 6    | Roberto Falaschi   | Italia  | a 12'21"  |
| 7    | Giuseppe Fallarini | Italia  | a 19'36"  |
| 8    | Mario Zuliani      | Francia | a 23'14"  |
| 9    | Stephan Maska      | Austria | a 23'19"  |
| 10   | Georges Volckaert  | Belgio  | a 24'43"  |